# Pup Academy
Pup Academy est une série télévisée américaine diffusée sur Disney Channel aux États-Unis et sur TVOntario au Canada depuis le 26 août 2019, ainsi que sur Netflix depuis janvier 2020. Elle se déroule dans un univers parallèle autour d'une académie secrète destinée à apprendre aux chiots à jouer leur rôle de chien adulte, responsable et meilleur ami de l'homme.

## Description
Charlie est un homme vieillissant  qui, dans un univers parallèle, s'occupe de la Pup Academy, une académie secrète pour chiots créée par un de ses ancêtres,  pour leur apprendre à jouer leur rôle de chiens adultes. Son petit-fils Morgan emménage dans le voisinage, et il l'enrôle pour l'aider à éduquer trois chiots, Zoé, Corazon et Whiz, alors que le lien entre humains et canins, auquel la constellation Canis Primus transmet son énergie, commence à s'affaiblir. Une prophétie affirme que le lien sera restauré si un garçon et son chien errant se rencontrent et sauvent l'Académie. 

## Distribution et personnages
- Don Lake est Charlie, le propriétaire de la Pup Academy.
- Christian Convery est Morgan, petit-fils de Charlie.
- Aria Birch est Izzy, la meilleure amie de Morgan.
- Gabrielle Miller est Molly, la mère de Morgan.
- Riley O'Donnell est la voix de Zoé, une chienne errante experte en survie urbaine.
- Chance Hurstfield est la voix de Corazon, un golden retriever maladroit et fier de lui, dont Izzy est la maîtresse.
- Dylan Schombing est la voix de Whiz, un chien de berger nerveux mais intelligent, dont James, un autre garçon plus âgé, est le maître.
- Brian George est la voix de D.O.G., le doyen de la Pup  Academy, qui est à la recherche du chien errant de la prophétie.

## Production
Le 15 octobre 2018, Disney et Netflix annoncent mettre en production un pilote et 22 épisodes de Pup Academy ; inaugurant les séries de Air Bud Entertainment sur Disney Channel, Pup Academy est produite par Anna McRoberts et Robert Vince, et dirigée par ce dernier. Le 31 juillet 2019, le premier épisode est annoncé pour le 26 août ; les épisodes suivants sont diffusés à partir du 4 septembre ; à la même date, la série est diffusée au Canada, puis sur Netflix  en février 2020.

## Épisodes
- The Stray's First Day (Le premier jour du chien errant)
- Tell Us About Your Human Day (Raconte-nous la journée de ton humain)
- Oopsie! (Oops!)
- Cooking Up Trouble (Créer des problèmes)
- My Uncle Is Dude (Mon oncle est un mec)
- Spark Strays (Zoé s'égare)
- Izzy Gets Busy (Izzy est occupée)
- Kitten Academy (L'académie des chatons)
- Into the Wildwood (Dans les bois sauvages)
- Secrets Unleashed (Secrets dévoilés)
- The Substitute (Le suppléant)
- The Thing with King (L'histoire de King)
- The Constellation Fades (La constellation s'efface)
- Spark Wants Back (Zoé veut rentrer)
- The Day of the Stray (La Journée du chien errant)
- Skunked! (Putois !)
- The King Sting (La piqûre de King)
- Most Valuable Pup (Le chiot le plus précieux)
- The Stray's Last Day (Le dernier jour du chien errant)